# Faustino Posadas
Faustino Posadas Carnerero (Sevilla, 9 de noviembre de 1884 - Sanlúcar de Barrameda, 18 de agosto de 1907) fue un novillero español que no llegó a tomar la alternativa, pues sufrió una grave cornada en el cuello que le infligió el toro Agujeto perteneciente a la ganadería de Miura, en la plaza de toros de Sanlúcar de Barrameda (provincia de Cádiz). Unas horas después falleció en la misma enfermería de la plaza.

## Biografía
Debutó en la plaza de toros de Zufre, provincia de Huelva, el 10 de septiembre de 1901. Su primera actuación en Madrid tuvo lugar el 14 de junio de 1906, formando cartel con Rufino San Vicente y Navarro, apodado "Chiquito de Begoña" y Julio Gómez y Cañete, apodado "Relampaguito", con ganado de Adalid y Halcón. Su última novillada en Madrid, una semana antes de fallecer, fue el 11 de agosto de 1907.